# Спондилуси
Спондилусите (Spondylus) са род морски мекотели, единствени в семейство спондилусови (Spondylidae). Живели са преди много години в топлите морета. Черупките им са били ценени през неолита и енеолита за изработка на накити: халки, огърлици, обеци, гривни. През времето на Варненската, Хаманджийската и култура Сава от енеолита се появяват в Черно море. С намирането им се обяснява връзката между културите по българските земи и тези по Средиземноморието. Освен това мидите Спондилус, Денталиум са доказателство за морските връзки в древността извън Черно море и корабоплаването. Накити, изработени от миди Спондилус може да се видят в археологическите музеи из България.